# يان تود (متزحلق جبال الألب)
يان تود (بالإنجليزية: Ian Todd)‏ هو متزحلق جبال الألب بريطاني، ولد في 26 يونيو 1947.

## وصلات خارجية
- يان تود على موقع أوليمبيديا (الإنجليزية)